# Barlasi
Barlasi (mongolsko Barulas, čagatajsko in perzijsko برلاس, latinizirano: Barlās, Berlas) so bili mongolska, kasneje poturčena   nomadska plemenska zveza v Centralni Aziji.

## Izvor
Po  Tajni zgodovini Mongolov, napisani med vladanjem Džingiskanovega sina Ogedeja (vladal 1229-1241), so imeli Barlasi, Bordžigini, katerim so pripadali Džingiskan in njegova vladarska dinastija, in druga mongolska plemena skupnega prednika. Vodilni barlaški klan je svoje poreklo lahko sledil do Karčarja Barlasa, poveljnika Čagatajevih regimentov. Karčar Barlas je bil potomec legendarnega mongolskega vojskovodje Bodončarja, ki je bil domnevno tudi neposreden Džingiskanov prednik.
Barlasi so zaradi obsežnih stikov z domačini v Centralni Aziji sprejeli islamsko vero. in čagatajski jezik, na katerega sta imela velik vpliv arabski in  perzijski jezik.

## Timuridi in Moguli
Najslavnejši predstavniki  Barlasov so bili Timuridi, dinastija, ki jo je v 14. stoletju ustanovil Timurlenk. Timur je vladal v sedanjem Iranu, Armeniji, Azerbajdžanu, Gruziji in skoraj celem preostalem delu Kavkaza, Afganistanu, večini Centralne Azije in delih Pakistana, Indije, Mezopotamije in Anatolije. Eden od njegovih naslednikov, Zahiruddin Mohamed Babur, je kasneje ustanovil Mogulsko cesarstvo v Centralni in Južni Aziji.